# Godfather
"Godfather" – szósty singel szwedzkiej grupy eurodance Cool James & Black Teacher. Singel został wydany w 1994 roku.

## Lista utworów
- CD singel (1994)[1]

1. "Godfather" (7" Version) – 3:12
2. "Godfather" (Extended Version) – 6:22

- CD singel, CD maxi-singel, limitowana edycja (1994)[2]

1. "Godfather" (Extended Version) – 6:22
2. "Godfather" (Bass Nation Corleone Mix) – 5:20
3. "Godfather" (Pierre J's Vintage Edit) – 6:22

- Płyta gramofonowa (1994)[3]

A1. "Godfather" (Extended Version) – 6:22
A2. "Godfather" (Rush On This Mix) – 6:52
B1. "Godfather" (Bass Nation Corleone Mix) – 5:20
B2. "Godfather" (Pierre J's Vintage Edit) – 6:22

## Notowania na listach przebojów
| Kraj    | Lista (1994)   | Najwyższa pozycja |
| ------- | -------------- | ----------------- |
| Szwecja | Top 60 Singles | 5                 |